# Gudrun Köncke
 Gudrun Köncke (* 23. Mai 1963 in Pinneberg) ist eine Politikerin der Hamburger Grün-Alternativen Liste (GAL).

## Leben
Gudrun Köncke wuchs im Pinneberger Nachbarort Rellingen auf. Sie schloss das Studium der Germanistik, Geografie und Erziehungswissenschaften ab. Danach begann sie als Lehrerin in den Fächern Deutsch, Geografie und Sozialkunde an der Rudolf-Steiner-Schule Harburg (Waldorfschule) zu unterrichten. Sie lebt im Hamburger Stadtteil Ottensen. Sie ist inzwischen Lehrerin am Gymnasium Bornbrook (Lohbrügge). Sie unterrichtet dort die Fächer PGW (Politik, Gesellschaft, Wirtschaft), Geschichte, Deutsch und Erdkunde.

## Politik
Köncke trat 1998 in die GAL ein. Die erste parteipolitische Aufgabe hatte sie als Beisitzerin im Kreisvorstand der Grünen in Altona (2000–2003). Seit 2003 übernimmt sie die gleiche Aufgabe der Beisitzerin im Landesverband der GAL-Hamburg.
In der Bezirksversammlung Altona saß Köncke von 2001 bis 2004. Sie war ab dem 17. März 2004 Mitglied der Hamburgischen Bürgerschaft. Sie zog über die Landesliste der GAL (Platz 17) in das Stadtparlament ein. In der 18. Legislaturperiode war sie Fachsprecherin für Arbeit in ihrer Fraktion und Mitglied im Stadtentwicklungsausschuss, Wirtschaftsausschuss sowie im Bau- und Verkehrsausschuss. Die Bereiche Soziales, Stadtentwicklung, Wirtschaft und Arbeit sind die Schwerpunkte ihrer Arbeit.
Bei der Bürgerschaftswahl in Hamburg 2008 kandidierte sie im Wahlkreis Altona hinter Christa Goetsch auf Platz 2 der Wahlkreisliste. Obwohl Goetschs Mandat wegen ihrer Tätigkeit als Senatorin ruht, rückte jedoch nicht Köncke nach, sondern Linda Heitmann, die auf Platz 5 der Wahlkreisliste die zweitmeisten Personenstimmen erhalten hatte.
Seit Oktober 2008 gehört Köncke dem Kreisvorstand der GAL in Altona an.